# Bodoquena (ort)
Bodoquena är en ort i Brasilien.   Den ligger i kommunen Bodoquena och delstaten Mato Grosso do Sul, i den södra delen av landet, 1 100 km sydväst om huvudstaden Brasília. Bodoquena ligger 231 meter över havet och antalet invånare är 7 956.
Terrängen runt Bodoquena är kuperad åt nordväst, men åt sydost är den platt. Runt Bodoquena är det mycket glesbefolkat, med 4 invånare per kvadratkilometer.. Det finns inga andra samhällen i närheten.
Omgivningarna runt Bodoquena är huvudsakligen savann.